# Gueorgui Zakharov
Gueorgui Zakharov (en russe : Георгий Фёдорович Заха́ров), né le 23 avril 1897 dans le gouvernement de Saratov et mort le 26 janvier 1957 à Moscou, est un général soviétique qui s'est notamment distingué lors de la Seconde Guerre mondiale.